# Jeffrey Ullman
Jeffrey David Ullman (nascut el 22 de novembre de 1942) és un informàtic estatunidenc, catedràtic emèrit d'Enginyeria a la Universitat Stanford. Els seus llibres de text sobre compiladors (conegut popularment com el Llibre del Drac), teoria de la computació (també conegut com a Llibre de la Ventafocs), estructures de dades, i bases de dades es consideren estàndard en cadascun dels seus camps. Va rebre de forma conjunta amb el seu company Alfred Aho el Premi Turing de 2020, que es considera la distinció més alta de la informàtica.

## Carrera
Ullman es va llicenciar en Matemàtica aplicada a la Universitat de Colúmbia el 1963 i es va doctorar en Enginyeria elèctrica a Princeton el 1966. Llavors va treballar tres anys als Bell Labs. El 1969, va tornar a Princeton com a professor associat, i fou promocionat a professor el 1974. Ullman es va traslladar a la Universitat Stanford el 1979, i va fer-hi de cap de departament entre 1990 i 1994. Se li va atorgar la càtedra d'Informàtica W. Ascherman de Stanford el 1994, i va passar a Emeritus el 2003.
El 1994 Ullman fou nomenat Fellow de l'ACM; el 2000 va rebre el Premi Knuth. Ullman va compartir amb John Hopcroft la Medalla John von Neumann de l'IEEE el 2010 "per posar els fonaments dels camps de la teoria d'autòmats i llenguatges i moltes contribucions fundacionals a la informàtica teòrica." Ullman, Hopcroft, i Alfred Aho van compartir el premi C&C de 2017 que atorga NEC Corporation.
Ullman ha dirigit la seva recerca a la teoria de bases de dades, integració de dades, mineria de dades, i educació amb infraestructura en línia. És un dels fundadors del camp de la teoria de bases de dades: molts dels seus estudiants de doctorat també hi han influït. Va ser el director de tesi de Sergey Brin, un dels co-fundadors de Google, i va ser membre de la junta consultiva tècnica de Google. És fundador de Gradiance Corporation, que proporciona suport per posar notes als deures en cursos universitaris. És professor de cursos sobre Autòmats i Mineria de Conjunts de Dades Massius a la plataforma d'educació online de Stanford.
Ullman fou elegit membre de l'Acadèmia Nacional de Ciències dels Estats Units el 2020. També és a la junta consultiva de la Fundació TheOpenCode. El 31 de març de 2021, va rebre conjuntament amb Aho el Premi Turing de 2020.

## Llibres
- Mining of massive datasets (amb Jure Leskovec i Anand Rajaraman), Prentice-Hall, Second edition 2014. ISBN 978-1-1070-7723-2[13]
- Database Systems: The Complete Book (amb H. Garcia-Molina i J. Widom), Prentice-Hall, Englewood Cliffs, NJ, 2002. ISBN 978-0-1303-1995-1[14]
- Introduction to Automata Theory, Languages, and Computation, (amb J. E. Hopcroft i R. Motwani), Addison-Wesley, Reading MA, 1969, 1979 (ISBN 978-0-2010-2988-8),[15] 2000.
- Elements of ML Programming, Prentice-Hall, Englewood Cliffs, NJ, 1993, 1998. ISBN 9780137903870
- A First Course in Database Systems (amb J. Widom), Prentice-Hall, Englewood Cliffs, NJ, 1997, 2002.ISBN 978-0138613372
- Foundations of Computer Science (amb A. V. Aho), Computer Science Press, New York, 1992 (ISBN 978-0-7167-8233-9).[16] C edition, 1995 (ISBN 978-0-7167-8284-1).[17]
- Principles of Database and Knowledge-Base Systems (two volumes), Computer Science Press, New York, 1988, 1989.
  - Volume 1: Classical Database Systems ISBN 978-0716781585
  - Volume 2: The New Technologies ISBN 978-0716781622
- Compilers: Principles, Techniques, and Tools (amb A. V. Aho i R. Sethi), Addison-Wesley, Reading MA, 1977, 1986.
- Computational Aspects of VLSI, Computer Science Press, 1984 ISBN 9780914894957
- Data Structures and Algorithms (amb A. V. Aho i J. E. Hopcroft), Addison-Wesley, Reading MA, 1983. ISBN 978-0-2010-0023-8[18]
- Principles of Compiler Design (amb A. V. Aho), Addison-Wesley, Reading, MA, 1977.
- Fundamental Concepts of Programming Systems, Addison-Wesley, Reading MA, 1976. ISBN 0201076543
- The Design and Analysis of Computer Algorithms (amb A. V. Aho i J. E. Hopcroft), Addison-Wesley, Reading MA, 1974. ISBN 978-0-2010-0029-0[19]
- Formal Languages and Their Relation to Automata (amb J. E. Hopcroft), Addison-Wesley, Reading MA, 1969. ISBN 978-0-2010-2983-3[20]